# Florian Maurice
Pour les articles homonymes, voir Maurice.
Florian Maurice, né le 20 janvier 1974 à Sainte-Foy-lès-Lyon, est un footballeur international français qui évolue durant sa carrière au poste d'attaquant.
Élu meilleur espoir de Ligue 1 en 1995, au cours de sa carrière, il termine à sept reprises meilleur buteur de son club en fin de saison et ce dans trois clubs différents.

## Biographie

### Débuts et formation
Florian Maurice fait ses premiers pas de footballeur au USC Football de Francheville. En 1984, Alain Simeone, responsable des moins de 13 ans à l'Olympique lyonnais, le repère à l'occasion d'un tournoi en salle. À l'âge de 9 ans, il intègre le centre de formation de l'Olympique lyonnais. Chez les jeunes, il aura pour éducateur et mentor l'ancien joueur professionnel international José Broissart. Durant ses années sport-études, il évolue aux côtés de joueurs tels que Ludovic Giuly, Florent Laville ou encore Jean-Christophe Devaux. À 16 ans, il intègre l'équipe de Division 3 où il est repéré par Raymond Domenech, alors entraîneur de l'équipe première, qui lui fera jouer quelques matchs amicaux avec l'équipe première.

### Olympique lyonnais
Il fait sa première apparition en 1re division le 8 août 1992 contre Bordeaux (0-0) au poste de milieu droit, puis enchaîne sur le Festival International Espoirs avec l'équipe de France des moins de 20 ans. À l'issue de ce tournoi, il s'incline en finale face à l'Angleterre et remporte les récompenses honorifiques de meilleur joueur et meilleur buteur de la compétition avec quatre buts. L'année suivante, le 10 avril 1993, pour le compte de la 31e journée de championnat, il inscrit son premier but professionnel en club face au LOSC Lille. 
Lors de la saison 1993-1994, sous les ordres de Jean Tigana, il termine meilleur buteur du club avec sept buts. Le 6 décembre 1993, face au Danemark il connaît sa première sélection en Équipe de France espoirs.
En 1994-1995, en ayant inscrit 15 buts en championnat, il finit troisième au classement général des buteurs et son club accroche une deuxième place au classement final, synonyme de qualification en coupe d'Europe (Coupe de l'UEFA). Pour finir, Florian Maurice boucle cette saison avec la récompense de meilleur joueur espoir du championnat.
En 1995-1996, sous les ordres de Guy Stéphan, il connaît sa meilleure saison en inscrivant 18 buts et délivrant 6 passes décisives en championnat, faisant de lui le meilleur buteur français de la saison. Il participe aux Jeux olympiques de 1996 à Atlanta. Il bat aussi cette saison-là le record de nombre de buts de l'équipe de France Espoirs avec 15 buts. Le 31 août 1996, il fait ses débuts en équipe de France face au Mexique, encore une fois avec son ami Robert Pirès.
En 1996-1997, il subit une grave blessure qui le tient éloigné des terrains pendant six mois.
En juin 1997, il est retenu dans la liste des 22 joueurs de équipe de France pour jouer le tournoi de France.

### Paris Saint-Germain

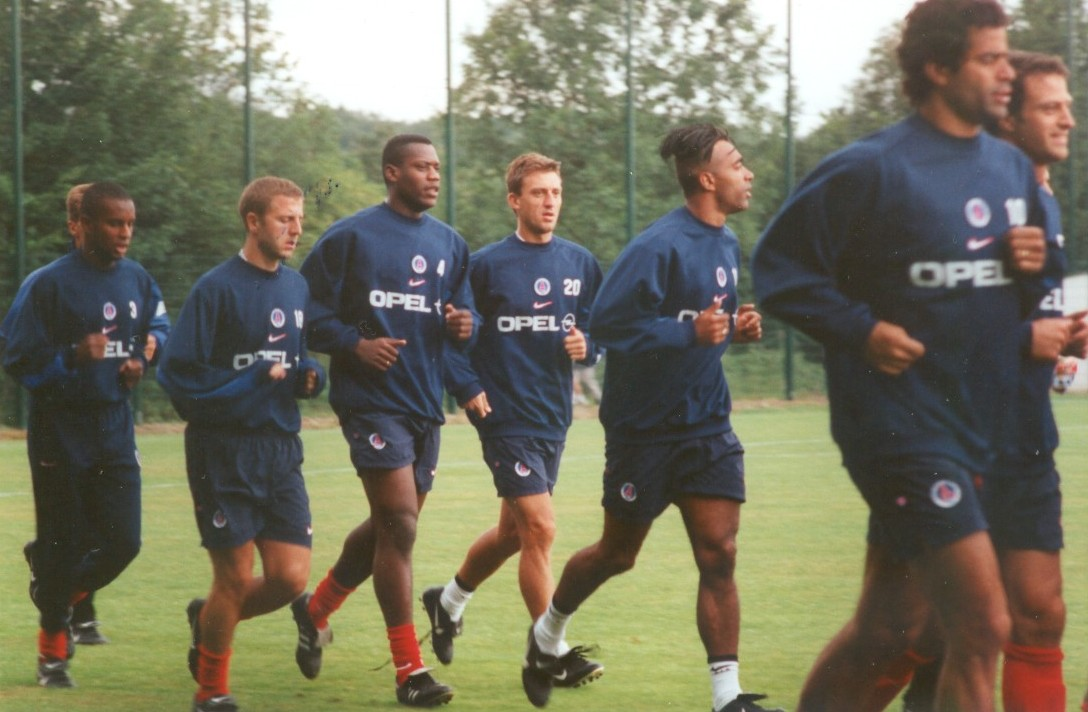

En juin 1997, Florian Maurice rejoint le Paris Saint-Germain pour 41 millions de francs ce qui en fait le transfert le plus cher de France à l'époque et ce, afin d'être associé à Marco Simone. Le tandem fonctionne bien et en Division 1, Florian Maurice inscrit ainsi 7 buts lors des 12 premières journées, mais connaît une baisse de régime, notamment après une blessure de l'italien.

### Olympique de Marseille
Florian Maurice rejoint l'Olympique de Marseille pour 45 millions de francs pour la saison 1998-1999. À la suite de bonnes performances avec l'OM, il retrouve l'équipe de France pour y disputer des matchs éliminatoires de l'Euro 2000.
Les deux années qui suivent sont contrariées par des blessures. En 1999-2000, il joue 17 matchs de championnat mais finit tout de même meilleur buteur du club avec 8 buts. Il dispute 13 matchs lors de sa dernière saison marseillaise et perd définitivement le contact avec l'équipe de France.

### Celta de Vigo et SC Bastia
En 2001, il est prêté au Celta de Vigo en Espagne. Une semaine avant le début du championnat, il se blesse. Gêné par des problèmes physiques, il vit une saison blanche en Espagne. Il décide de mettre un terme à son contrat avec Marseille et revient en France pour disputer deux saisons à SC Bastia. Après une préparation physique avec Tiburce Darou, il se remet de ses blessures et rejoue régulièrement pendant deux saisons à Bastia.

### Fin de carrière
Il rejoint en 2004-2005 le FC Istres puis La Berrichonne de Châteauroux avant qu'il ne décide d'arrêter sa carrière de footballeur professionnel fin septembre 2005 en raison de douleurs récurrentes.
Le 2 septembre 2006, la ville de Messimy (Rhône) a inauguré le « Stade Florian Maurice » en son hommage.

### Reconversion
En 2005, il devient, sur les conseils de Michel Denisot, consultant sur la chaîne de l'Olympique lyonnais, OL TV, commentant notamment des rencontres en duo avec Richard Benedetti. Il officie également sur la chaîne Foot+.
En 2009, il rejoint la cellule de recrutement de l'Olympique lyonnais à la demande de Rémi Garde. Il en devient le responsable en 2014.
Le Stade rennais FC officialise son arrivée en tant que directeur technique le 29 mai 2020. Il a la responsabilité de l’ensemble de la politique sportive, de la formation à l’équipe professionnelle.
Quatre ans après avoir été le directeur technique du club rennais, en juin 2024, Maurice quitte le club breton et s'engage en tant que directeur sportif de l'OGC Nice,,.

## Statistiques

### Statistiques détaillées
| Saison                | Club                   | Championnat           | Championnat | Championnat | Coupe(s) nationale(s) | Coupe(s) nationale(s) | Compétition(s) continentale(s) | Compétition(s) continentale(s) | Compétition(s) continentale(s) | France | France | Total | Total |
| Saison                | Club                   | Division              | M.          | B.          | M.                    | B.                    | Comp.                          | M.                             | B.                             | M.     | B.     | M.    | B.    |
| 1992-1993             | Olympique lyonnais     | Division 1            | 14          | 1           | -                     | -                     | -                              | -                              | -                              | -      | -      | 14    | 1     |
| 1993-1994             | Olympique lyonnais     | Division 1            | 28          | 7           | 2                     | 1                     | -                              | -                              | -                              | -      | -      | 30    | 8     |
| 1994-1995             | Olympique lyonnais     | Division 1            | 34          | 15          | 4                     | 2                     | -                              | -                              | -                              | -      | -      | 38    | 17    |
| 1995-1996             | Olympique lyonnais     | Division 1            | 36          | 18          | 5                     | 2                     | C3                             | 5                              | 1                              | -      | -      | 46    | 21    |
| 1996-1997             | Olympique lyonnais     | Division 1            | 14          | 3           | -                     | -                     | -                              | -                              | -                              | 3      | 0      | 17    | 3     |
| Sous-total            | Sous-total             | Sous-total            | 126         | 44          | 11                    | 5                     | -                              | 5                              | 1                              | 3      | 0      | 145   | 50    |
| 1997-1998             | Paris Saint-Germain    | Division 1            | 29          | 7           | 10                    | 5                     | C1                             | 8                              | 3                              | -      | -      | 47    | 15    |
| Sous-total            | Sous-total             | Sous-total            | 29          | 7           | 10                    | 5                     | -                              | 8                              | 3                              | 0      | 0      | 47    | 15    |
| 1998-1999             | Olympique de Marseille | Division 1            | 32          | 14          | 2                     | 1                     | C3                             | 10                             | 4                              | 2      | 0      | 46    | 19    |
| 1999-2000             | Olympique de Marseille | Division 1            | 17          | 8           | 1                     | 1                     | C1                             | 5                              | 0                              | 1      | 1      | 24    | 10    |
| 2000-2001             | Olympique de Marseille | Division 1            | 13          | 1           | 3                     | 1                     | -                              | -                              | -                              | -      | -      | 16    | 2     |
| Sous-total            | Sous-total             | Sous-total            | 62          | 23          | 6                     | 3                     | -                              | 15                             | 4                              | 3      | 1      | 86    | 31    |
| 2001-2002             | Celta de Vigo (prêt)   | Liga                  | 11          | 2           | 1                     | 0                     | C3                             | 2                              | 0                              | -      | -      | 14    | 2     |
| Sous-total            | Sous-total             | Sous-total            | 11          | 2           | 1                     | 0                     | -                              | 2                              | 0                              | 0      | 0      | 14    | 2     |
| 2002-2003             | SC Bastia              | Ligue 1               | 32          | 10          | 1                     | 0                     | -                              | -                              | -                              | -      | -      | 33    | 10    |
| 2003-2004             | SC Bastia              | Ligue 1               | 37          | 8           | 2                     | 1                     | -                              | -                              | -                              | -      | -      | 39    | 9     |
| Sous-total            | Sous-total             | Sous-total            | 69          | 18          | 3                     | 1                     | -                              | 0                              | 0                              | 0      | 0      | 72    | 19    |
| 2004-2005             | FC Istres              | Ligue 1               | 14          | 0           | 1                     | 1                     | -                              | -                              | -                              | -      | -      | 15    | 1     |
| Sous-total            | Sous-total             | Sous-total            | 14          | 0           | 1                     | 1                     | -                              | 0                              | 0                              | 0      | 0      | 15    | 1     |
| 2004-2005             | LB Châteauroux         | Ligue 2               | 10          | 1           | 1                     | 0                     | -                              | -                              | -                              | -      | -      | 11    | 1     |
| Sous-total            | Sous-total             | Sous-total            | 10          | 1           | 1                     | 0                     | -                              | 0                              | 0                              | 0      | 0      | 11    | 1     |
| Total sur la carrière | Total sur la carrière  | Total sur la carrière | 321         | 95          | 33                    | 15                    | -                              | 30                             | 8                              | 6      | 1      | 390   | 119   |

### Matchs internationaux
| Matchs internationaux de Florian Maurice | Matchs internationaux de Florian Maurice | Matchs internationaux de Florian Maurice | Matchs internationaux de Florian Maurice | Matchs internationaux de Florian Maurice | Matchs internationaux de Florian Maurice | Matchs internationaux de Florian Maurice                                    |
| #                                        | Date                                     | Lieu                                     | Adversaire                               | Résultat                                 | Compétition                              | Notes                                                                       |
| ---------------------------------------- | ---------------------------------------- | ---------------------------------------- | ---------------------------------------- | ---------------------------------------- | ---------------------------------------- | --------------------------------------------------------------------------- |
| 1                                        | 31 août 1996                             | Parc des Princes, Paris, France          | Mexique                                  | V 2 - 0                                  | Match amical                             | Entre en jeu à la place de Nicolas Ouédec à la 64e minute.                  |
| 2                                        | 3 juin 1997                              | Stade de Gerland, Lyon, France           | Brésil                                   | N 1 - 1                                  | Tournoi de France                        | Titulaire.                                                                  |
| 3                                        | 11 juin 1997                             | Parc des Princes, Paris, France          | Italie                                   | N 2 - 2                                  | Tournoi de France                        | Titulaire, remplacé par Youri Djorkaeff à la 64e minute.                    |
| 4                                        | 19 août 1998                             | Stade Ernst-Happel, Vienne, Autriche     | Autriche                                 | N 2 - 2                                  | Match amical                             | Entre en jeu à la place de Lilian Laslandes à la 82e minute.                |
| 5                                        | 20 janvier 1999                          | Stade Vélodrome, Marseille, France       | Maroc                                    | V 1 - 0                                  | Match amical                             | Titulaire.                                                                  |
| 6                                        | 13 novembre 1999                         | Stade de France, Saint-Denis, France     | Croatie                                  | V 3 - 0                                  | Match amical                             | Entre en jeu à la place de Stéphane Guivarc'h à la 46e minute, puis buteur. |

### But international
| # | Date             | Lieu                                 | Adversaire | Résultat | Compétition  | Détail | Détail        | Détail | Sél. |
| - | ---------------- | ------------------------------------ | ---------- | -------- | ------------ | ------ | ------------- | ------ | ---- |
| 1 | 13 novembre 1999 | Stade de France, Saint-Denis, France | Croatie    | V 3 - 0  | Match amical | 67e    | du pied droit | 2-0    | 6e   |

## Palmarès

### En club
- Vainqueur de la Coupe de France en 1998 avec le Paris Saint-Germain
- Vainqueur de la Coupe de la Ligue en 1998 avec le Paris Saint-Germain
- Finaliste de la Coupe de l'UEFA en 1999 avec l'Olympique de Marseille
- Vice-champion de France en 1995 avec l'Olympique lyonnais et en 1999 avec l'Olympique de Marseille
- Finaliste de la Coupe de la Ligue en 1996 avec l'Olympique lyonnais
- Finaliste de la Coupe Gambardella en 1992 avec l'Olympique lyonnais

### En équipe de France
- 6 sélections et 1 but entre 1996 et 1999
- 21 sélections et 15 buts entre 1994 et 1996 avec les Espoirs
- 1 sélection et 2 buts en 1999 avec les A'
- Finaliste du Tournoi de Toulon en 1993 avec les Espoirs

### Distinctions individuelles
- Élu meilleur joueur du Festival International Espoirs en 1993
- Meilleur buteur du Festival International Espoirs (4 buts) en 1993
- Élu révélation de l'année 1994 par L'Equipe
- Élu meilleur espoir de Ligue 1 en 1995